# María Mercedes Coroy
María Mercedes Coroy (nascido o 3 de septembro de 1994) é uma actriz guatemalteca de ascendência Maia Caqchiquel. Está conhecida por seus papéis nos filmes Ixcanul, La Llorona, Bel Canto, Malinche e Black Panther: Wakanda Forever. 

## Percurso
Coroy nasció e cresció na vila Santa María de Jesús, Guatemala nos morros cerca no Vulcão de Água cerca de Antigua. Desde a criançã, gostou de participar nas obras de teatro e nas danças folclóricas locais, mas só pôde aternder a escola até o 5° porque podia que ajudar à sua mãe vender frutas e vegetais no mercado. Mas, quando tinha 17 anos, continuo a educação a casa do Programa Nacional de Alfabetização de Guatemala. Em 2016, se formou da Universidade de San Carlos de Guatemala com uma diploma de atuação.
Ela fala Caqchiquel e espanhol, mas tambem fala um pouco de Poqomam.

## Carreira
Coroy obteve seu primeiro papel no filme Ixcanul depois de um casting que o diretor Jayro Bustamante fez em Santa María de Jesús. Ela representou personajens em dois filmes de Bustamante: Ixcanul e La Llorona.
Em 2022, ela aderiu o Universo Cinematográfico Marvel por seu papel da mãe de Namor em Black Panther: Wakanda Forever

### Movies
| Ano  | Nome                           | Personagem   | Diretor          | Notas |
| ---- | ------------------------------ | ------------ | ---------------- | --- |
| 2015 | Ixcanul                        | María        | Jayro Bustamante | Vencedora do Urso de Prata do Prêmio de Alfred Bauer no Festival Internacional de Cinema de Berlim                                                              |
| 2018 | Bel Canto                      | Carmen       | Paul Weitz       | |
| 2019 | La Llorona                     | Alma         | Jayro Bustamante | Nomeado pelo Prêmio Platino de Melhor Atriz |
| 2022 | Black Panther: Wakanda Forever | Princesa Fen | Ryan Coogler     | |
| 2022 | La alberca de los nadies       | Anayeli      | José Louis Solís | Vencedora - Melhor Atriz ao Festival Interncaional de Filme de Mérida e Yucatán Vencedora - Melhor Atriz Especial do Festival Ibero-Amêrica de Filme de Caracas |

### Televisão
| Ano  | Nome     | Personagem  | Diretor                 | Notas |
| ---- | -------- | ----------- | ----------------------- | ----- |
| 2018 | Malinche | La Malinche | Patricia Arriaga Jordán |       |

1. ↑  Karin Aroche (29 de novembro de 2016). «Biografía de María Mercedes Coroy, actriz guatemalteca». Aprende Guatemala (em espanhol). Consultado em 26 de maio de 2024
2. 1 2  Lourdes Galindo (31 de março de 2016). «María Mercedes Coroy y la energía artística detrás de la actriz de Ixcanul». Look Magazine (em espanhol). Consultado em 26 de maio de 2024
3. 1 2  «The Volcanic Force of María Mercedes Coroy». Cultural Survival (em inglês). 2 de junho de 2021. Consultado em 26 de maio de 2024
4. ↑  «Joven de Santa María de Jesús, Sacatepéquez, es protagonista de película Ixcanul.». Prensa Libre (em espanhol). 7 de setembro de 2015. Consultado em 26 de maio de 2024